# Cyril Porter
Pour les articles homonymes, voir Porter.
Cyril Henry Atwell Porter (né le 12 janvier 1890 à Bridstow en Angleterre et décédé le 26 juillet 1977) est un athlète britannique spécialiste du 3 000 mètres. Il est affilié à l'Université d'Oxford. 

## Biographie

### Palmarès
| Date | Compétition           | Lieu      | Résultat | Performance |
| ---- | --------------------- | --------- | -------- | ----------- |
| 1912 | Jeux olympiques d'été | Stockholm | 3e       | 23 pts      |

### Records
| Épreuve      | Performance  | Lieu | Date |
| ------------ | ------------ | ---- | ---- |
| 3 kilomètres | 8 min 40 s 0 |      | 1912 |